# Oxydia hoguei
Oxydia hoguei är en fjärilsart som beskrevs av Brown, Donahue och Miller 1991. Oxydia hoguei ingår i släktet Oxydia och familjen mätare. Inga underarter finns listade i Catalogue of Life.